# Historia del billete mágico
La historia del billete mágico es una parábola que se suele percibir como una paradoja. Data al menos del otoño de 2010, aunque historias similares son mucho más antiguas
.

## Narración
Aunque la redacción y los detalles específicos pueden variar, la historia sigue estas líneas:
Es un día tranquilo en la pequeña ciudad de Pumphandle, en Saskatchewan, y las calles están desiertas. Son tiempos difíciles, todo el mundo está endeudado y vive a crédito.
Un turista que visita la zona pasa por el pueblo, se detiene en el motel y deja un billete de 100 dólares en el mostrador diciendo que quiere inspeccionar las habitaciones de arriba para elegir una para pasar la noche. En cuanto sube, el dueño del motel coge el billete y corre a pagar su deuda al carnicero.
El carnicero coge los 100 dólares y corre calle abajo para saldar su deuda con el criador de cerdos. El criador de cerdos coge los 100 dólares y se va a pagar la factura a su proveedor, la Cooperativa. El tipo de la Cooperativa coge los 100 dólares y corre a pagar su deuda a la prostituta local, que también ha pasado por tiempos difíciles y ha tenido que ofrecer sus "servicios" a crédito.
La prostituta corre al hotel y paga la cuenta de su habitación al dueño del hotel. El propietario del hotel vuelve a dejar los 100 dólares en el mostrador para que el viajero no sospeche nada. En ese momento, el viajero baja las escaleras, declara que las habitaciones no son satisfactorias, recoge el billete de 100 dólares y se marcha.

Nadie ha producido nada. Nadie ha ganado nada. Sin embargo, ahora toda la ciudad está libre de deudas y mira al futuro con mucho más optimismo.

## Interpretación
La moraleja que podría desprenderse de la parábola del billete mágico es que los problemas de liquidez se pueden arreglar fácilmente mediante paquetes de estímulo, expandiendo la oferta monetaria (o su velocidad de circulación) y el crédito. También se utiliza para resaltar las ventajas de los sistemas de compensación y las monedas complementarias.

## En el cine
- En el cortometraje de 1957 Triple confusión protagonizado por el grupo de actores cómicos estadounidenses Los Tres Chiflados aparece una versión condensada de esta historia en un gag de menos de 20 segundos, en el que un billete de 10 dólares permite saldar tres deudas de 20 dólares cada una.
- El cortometraje de 2011 Guan Jondred Dolar es una adaptación de esta historia, y en sus créditos se describe como 'Historia basada en una metáfora que utilizan las escuelas de finanzas para ejemplificar la activación de la economía a partir del crédito'.
- En el largometraje de 2018 El milagro de Wörgl, basada en un hecho real acontecido en un pueblecito de Austria en 1933,[3] el protagonista cuenta una versión de esta historia.